# Scytodes broomi
Scytodes broomi là một loài nhện trong họ Scytodidae.
Loài này thuộc chi Scytodes. Scytodes broomi được Mary Agard Pocock miêu tả năm 1902.